# Phyllanthus cuneifolius
Phyllanthus cuneifolius är en emblikaväxtart som först beskrevs av Nathaniel Lord Britton, och fick sitt nu gällande namn av Léon Camille Marius Croizat. Phyllanthus cuneifolius ingår i släktet Phyllanthus och familjen emblikaväxter.
Artens utbredningsområde är Puerto Rico. Inga underarter finns listade i Catalogue of Life.